# Diminazen
Diminazen ist ein Arzneistoff aus der Gruppe der aromatischen Di-Amidine. Diminazen wird in der Tiermedizin als Diaceturatsalz (N-Acetylglycinat) intramuskulär, subkutan oder kutan gegen pathogene Einzeller wie Babesia, Trypanosoma, Leishmania und Cytauxzoon und gegen einige Bakterien (Brucella und Streptokokken) eingesetzt. Der genaue Wirkungsmechanismus ist noch nicht genau bekannt, Diminazen hemmt vermutlich die DNA-Replikation.
Da der Wirkstoff in keinem Anhang der Verordnung (EWG) Nr. 2377/90 über Höchstmengen für Tierarzneimittelrückstände in Nahrungsmitteln aufgeführt ist, ist der Einsatz von Diminazen bei lebensmittelliefernden Tieren in der Europäischen Union verboten.

## Nebenwirkungen
Diminazen kann zu schweren, teilweise tödlichen Schäden an Leber, Nieren und Gehirn führen. Akute Nebenwirkungen sind Erbrechen, Durchfall und niedriger Blutdruck.
Besonders Kamele sind gegenüber Diminazen sehr empfindlich, schon bei therapeutischer Dosis kann es zu tödlichen Zwischenfällen kommen.

## Handelsnamen
Azidin, Berenil, Ganasag, Pirocide